# Amiandos
Amiandos (griechisch Αμίαντος, türkisch Amiyanto) ist eine Gemeinde im Bezirk Limassol in Zypern. Bei der Volkszählung im Jahr 2021 hatte sie 179 Einwohner.

## Lage und Umgebung

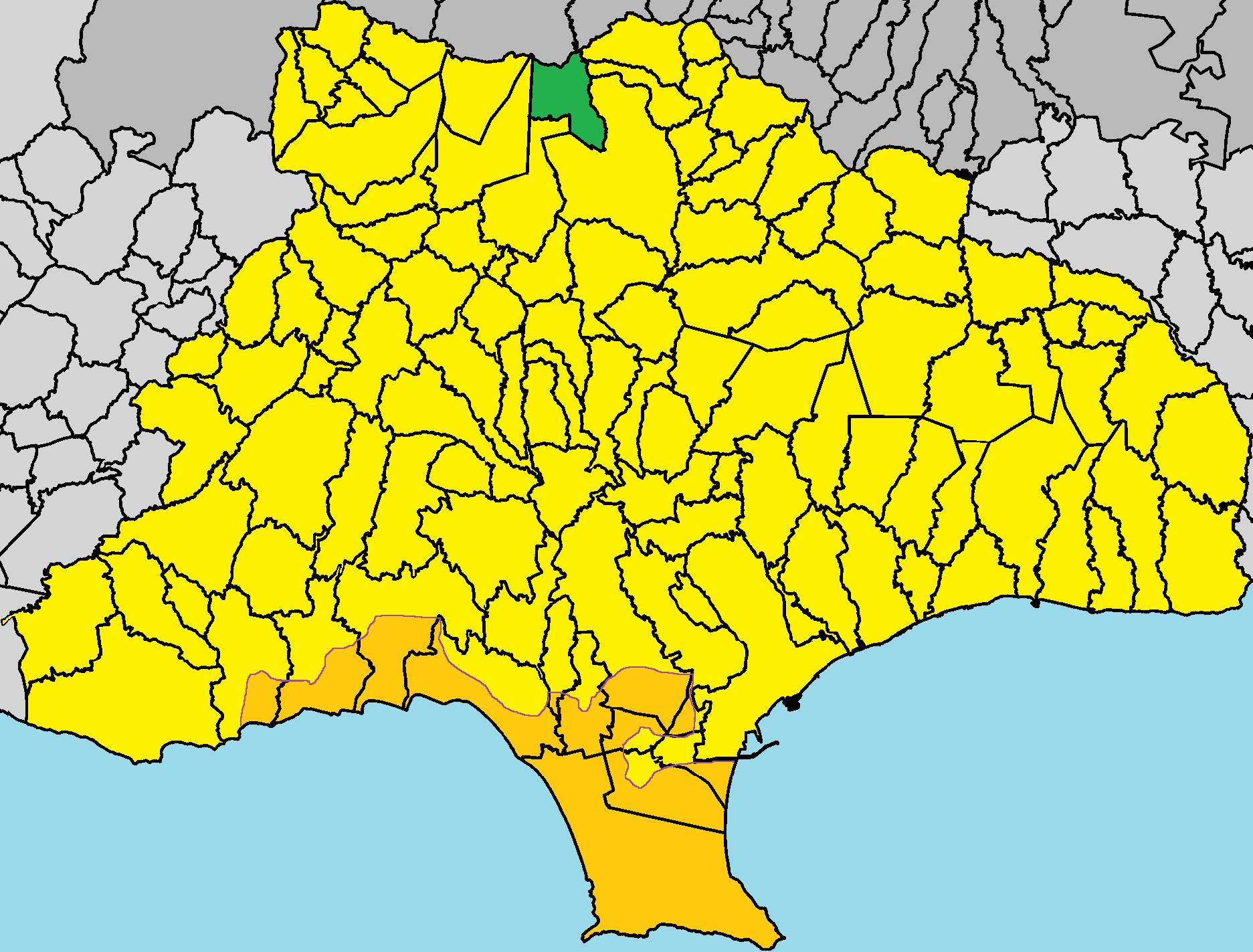
Lage im Bezirk Limassol

Amiandos liegt in der Mitte der Insel Zypern auf circa 980–1100 Metern Höhe, etwa 46 km südwestlich der Hauptstadt Nikosia, 26 km nordwestlich von Limassol und 48 km nordöstlich von Paphos.
Der Ort liegt etwa 27 Kilometer von der Mittelmeerküste entfernt im Troodos-Gebirge und besteht aus den Dörfern Kato Amiandos und dem mit über 1300 m Höhe höher gelegenen Pano Amiandos. Nördlich vom Gemeindegebiet beginnt der angrenzende Bezirk Nikosia. Die Umgebung ist bis heute von der ehemaligen Amiantos-Mine geprägt, in der Asbest abgebaut wurde. Durch die Mine wurden Wälder gerodet und Luft und Wasser verschmutzt. Die Gegend um die Mine und den Ort war durch eine Eisenbahn mit Limassol verbunden, von wo der Asbest verschifft wurde.
Orte in der Umgebung sind Kakopetria im Bezirk Nikosia im Norden, Kyperounda im Nordosten, Dymes im Osten, Pelendri im Südosten, Moniatis im Süden und Südwesten sowie Pano Platres und dahinter Troodos im Westen.

## Geschichte

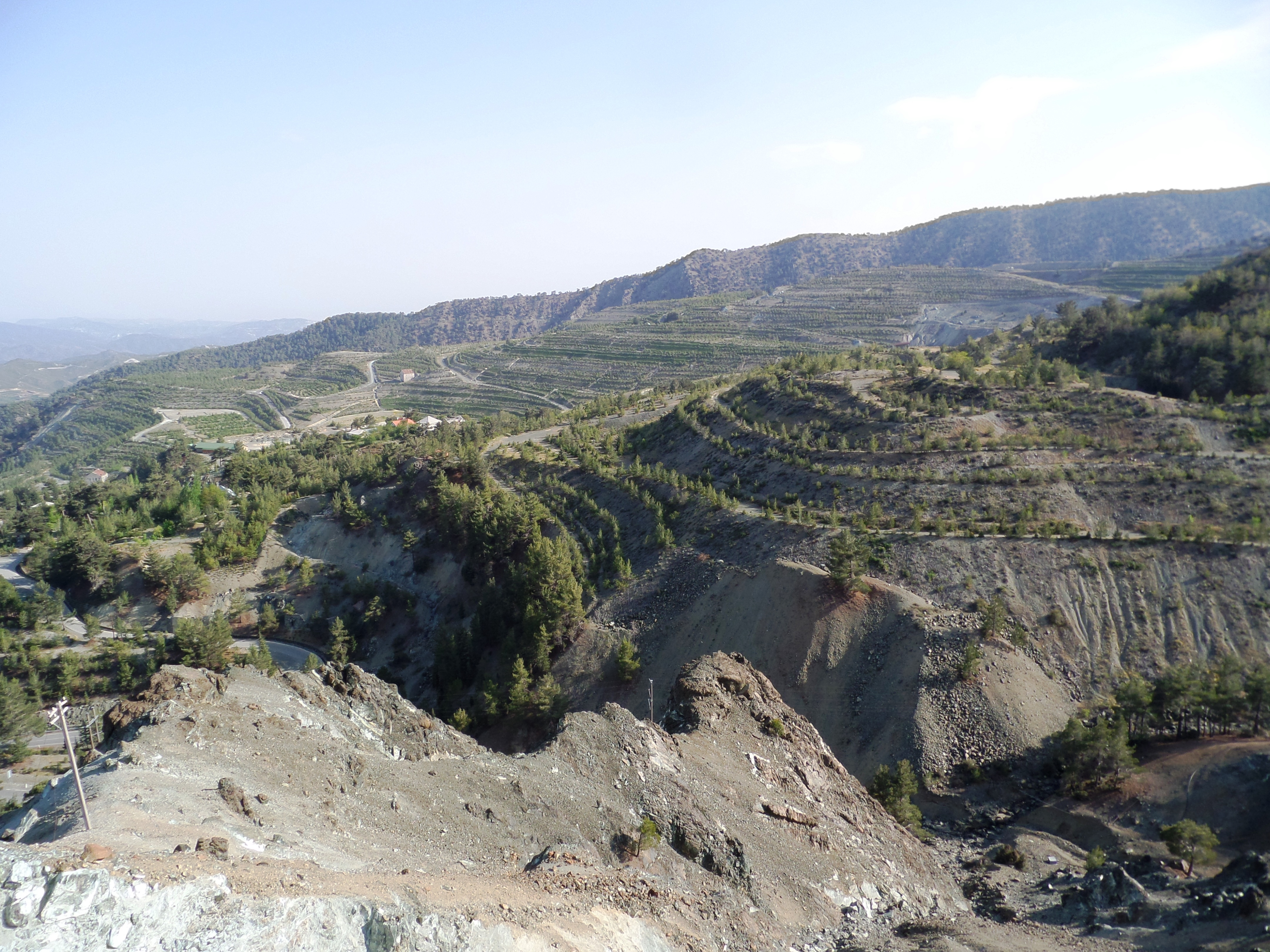
Blick auf einen Teil des ehemaligen Abbaugebiets

Die Geschichte von Amiandos ist eng mit der Asbest-Mine verknüpft, so hat der Ort seinen Namen von der Mine. Der Ort wurde ursprünglich Hadjiktori genannt, später aber in Kato Amiandos umbenannt. Seit 1904 gab es in der Umgebung Bergbau-Tätigkeiten, zunächst durch die einheimische Bevölkerung der umliegenden Orte. Die Bevölkerung erreichte ihren Höchststand vor den 1950er Jahren, als die Arbeit in der Mine noch von Hand verrichtet wurde und einige Tausend Menschen in der Mine beschäftigt waren. Nach 1950 wurden zunehmend Maschinen verwendet, sodass die Einwohnerzahl langsam abnahm. Nach der Schließung der Mine 1988 sank die Bevölkerung deutlich schneller, besonders das obere Dorf Pano Amiandos wurde mehr und mehr verlassen, was durch die zunehmende Urbanisierung verstärkt wurde. Beide Orte, Pano und Kato Amiandos wurden 2005 zu Amiandos vereinigt.
Das ehemalige Asbest-Abbaugebiet wurde zwischen 2013 und 2015 durch ein Projekt des Ministeriums für Landwirtschaft, Ressourcen und Umwelt der Republik Zypern renaturiert. Die 14 Hektar umfassenden baumlosen und von Schutt geprägten Berghänge wurden mit Bäumen und Sträuchern bepflanzt und ein künstlicher See wurde angelegt.